# 李法
李 法（り ほう、生没年不詳）は、後漢の官僚。字は伯度。本貫は漢中郡南鄭県。

## 略歴
群書に広く通じ、性格は剛直であった。97年（永元9年）、賢良方正科の選挙に応じて、博士に任じられた。桓帝のとき、侍中・光禄大夫に転じた。1年あまりして、宦官が権勢をふるう朝政を批判した。また史官が事実でない記事を書く風潮をそしった。罪に問われて免官され、庶人とされた。郷里に帰り、門戸を閉ざした。家にあること8年、洛陽に召還されて議郎・諫議大夫に任じられた。正論極言を遠慮なしに吐く癖は以前どおりであった。汝南太守として出向し、その統治は評判が高かった。司隷校尉に転じた。後に郷里に帰り、家で死去した。

## 家族
李法の姉は、字を穆姜といい、程文矩の後妻となった。程文矩の死後、先妻の生んだ四子を分け隔てなく教導した。

## 伝記資料
- 『後漢書』巻48 列伝第38